# Ratchet & Clank Future: Quest for Booty
Ratchet & Clank Future: Quest For Booty is het achtste spel in de Ratchet & Clank-serie en wordt het tweede spel exclusief voor PlayStation 3, na Ratchet & Clank: Tools of Destruction. Het spel begint waar Ratchet & Clank: Tools of Destruction eindigde. Het spel is reeds verschenen als downloadbare game op het PlayStation Network en blu-ray disc. Het spel is goedkoper, omdat het een mini-vervolg is op Tools of Destruction, met een geschatte speeltijd van 3 à 4 uur.
De eerste video's van het spel werden getoond op de E3-beurs van 2008. Het spel heeft meer puzzels en platforming hebben en een paar nieuwe mogelijkheden, zoals voorwerpen oppakken of gebruiken met Ratchet zijn moersleutel.

## Verhaallijn
Clank wordt ontvoerd door de Zoni, nadat hij en Ratchet Keizer Tachyon hebben verslagen. In dit spel volgt de speler Ratchet terwijl hij Clank zoekt. Op basis van informatie die hij vond in de IRIS supercomputer uit Tools of Destruction, gaat Ratchet, samen met Talwyn, naar de planeet Merdegraw. Het avontuur begint, na een gevecht op piratenschepen op de Azoreaanse Zee, op het eiland Hoolefar, waar Ratchet al zijn wapens kwijtraakt. Ratchet moet daar vijf windturbines aanzetten om de deur naar het Obsidiaanse Oog, een apparaat waarmee kapitein Darkwater met de Zoni kon communiceren, te openen. Het werkt echter niet omdat er een onderdeel ontbreekt. Op het eiland komt hij ook opnieuw de Smokkelaar tegen, welke ook regelmatig voorkwam in Tools of Destruction.
Samen met Rusty Pete, ook uit Tools of Destruction, gaan Ratchet en Talwyn op zoek naar het missende onderdeel, een Fulcrum Ster. Talwyn en Ratchet worden door ingestorte rotsen gescheiden, waarna Ratchet en Rusty Pete verder afdalen, naar het schip van kapitein Darkwater, waar ze een schatkaart vinden. Daar blijkt dat Rusty Pete Ratchet in de val heeft gelokt, om zijn gestorven kapitein, kapitein Slag, weer tot leven te brengen. Kapitein Slag en kapitein Darkwater delen dan één lichaam. Rusty Pete geeft Ratchet twee van zijn wapens terug en verdwijnt. Ratchet wordt ondertussen aangevallen door piraten, bevrijdt Talwyn en keert terug naar het eiland Hoolefar. Het eiland wordt aangevallen door Kapitein Slag/Darkwater, maar Ratchet jaagt ze weg en redt het eiland.
Dan gaan Ratchet en Talwyn naar de schat van kapitein Darkwater, waar ze heen worden gebracht door de Smokkelaar. Deze bevindt zich in de Darkwater Cove. Ratchet moet een serie puzzels oplossen. Na het voltooien van de laatste puzzel, valt Ratchet in een val, en dan komen Rusty Pete en kapitein Slag/Darkwater, en nemen de ster en Talwyn mee.
Ratchet ontsnapt, en hij en de Smokkelaar gaan terug naar de Azoreaanse Zee, waar het spel begon. Ratchet bevrijdt Talwyn, en samen vechten ze tegen kapitein Slag/Darkwater. Ratchet kan eindelijk het Obsidiaanse Oog activeren, en ziet waar Clank is, bij de Zoni. Clank is kapot, en de Zoni zeggen dat ze een dokter hebben geregeld. Dit blijkt niemand anders te zijn dan Dr. Nefarious, uit Ratchet & Clank 3.
Het verhaal wordt verder gezet in Ratchet & Clank Future: A Crack in Time.

## Gameplay
Ratchet maakt in dit spel gebruik van zeven wapens die eerder zijn verschenen in Ratchet & Clank Future: Tools of Destruction. De wapens die Ratchet gebruikt, kunnen in dit spel maar twee keer opgewaardeerd worden (van V3 naar V5). Een uitzondering hierop is de Alpha Disruptor, die bij aanschaf gelijk niveau V5 heeft en daarmee ook Alpha Cannon wordt genoemd. Ook is er voor elk wapen een mod te vinden, die het wapen nog sterker maakt. Daarnaast heeft Ratchet een nieuwe moersleutel (de Omniwrench Millennium 12) waarmee hij niet alleen vijanden kan verslaan, maar ook platforms kan verplaatsen en - zoals eerder genoemd - voorwerpen kan oppakken.

## Trivia
- Na Ratchet: Gladiator is Quest for Booty het tweede spel waarin Clank geen speelbaar personage is.
- Ook in dit spel komt Captain Qwark niet fysiek voor, een standbeeld van hem is onder water te vinden nabij Hoolefar eiland.
- Dit is het enige spel uit Ratchet & Clank waarbij het verhaal zich afspeelt op één planeet (Merdegraw).